# Unlimited Platinum Tracks
Unlimited Platinum Tracks（アンリミテッド・プラチナム・トラックス）は、安達勇人とキーボーディスト・大野雄一の2人で結成された音楽ユニット。略称は「アンリミ」「UPT」。

## メンバー
- 安達勇人（YUTO ADACHI）

1988年7月28日、O型、茨城県桜川市出身。
ボーカル、作詞を担当。
- 大野雄一（YUICHI OHNO）

1980年2月26日、B型、東京都武蔵野市吉祥寺出身。
シンセサイザー、作曲を担当。
近年は数々の著名アーティストへの楽曲提供を始め、TVやCMの制作も手がけている。

### バンドメンバー
- ギター：SUNAO（abingdon boys school）
- ギター：sebastian（BULL ZEICHEN 88）
- ベース：SATO[1]
- ドラムス：佐藤ケンケン（Plastic Tree）

## 略歴
- 2015年12月14日、結成を発表[2]。
- 2016年1月14日、大阪の合同ライブ（ライブハウス）に初参加。
- 2017年3月、関西や関東の合同ライブ（ライブハウス）に参加していたが、東京に拠点を移す。

## ディスコグラフィ

### 配信楽曲
|     | 配信開始日     | タイトル                     |
| --- | -------------- | ---------------------------- |
| 1st | 2016年4月8日   | Diamond Dust／Feel My Breath |
| 2nd | 2016年9月17日  | YABAI! motion／カゲボウシ    |
| 3rd | 2016年12月16日 | Especially or Specially      |
| 4th | 2017年2月23日  | Fusion Drive                 |
| 5th | 2017年9月21日  | One Reason／Venus Temptation |

## ライブ

### ワンマンライブ
- Unlimited Platinum ONEMAN Live（2018年1月23日、clubasia）

### ファンミーティング
- Unlimited Platinum Tracks Fan Meeting（2017年12月11日、440(four forty)）
- Unlimited Platinum Tracks Fan Meeting（2018年5月30日、BAR? CCO）